# Sphecosesia bruneiensis
Sphecosesia bruneiensis is een vlinder uit de familie wespvlinders (Sesiidae), onderfamilie Sesiinae.
Sphecosesia bruneiensis is voor het eerst wetenschappelijk beschreven door Kallies in 2003. De soort komt voor in het Oriëntaals gebied.